# Laura Leroux-Revault
Laura Leroux-Revault, née Maria Laura Desiderata Le Roux le 14 septembre 1872 à Dun-sur-Meuse et morte en juin 1936 à Auzéville, est une artiste peintre française.
Elle est la fille du peintre Louis Hector Leroux (1829-1900).

## Biographie

### Jeunesse et famille
Fille de Louis Hector Leroux et de Giuditta Clelia Casali, son épouse, Laura Le Roux naît le 14 septembre 1872 à Dun-sur-Meuse.
En 1898, elle épouse à Paris Louis Revault (1866-1950), industriel parisien et futur député.

### Carrière
Elle suit un enseignement artistique, comme beaucoup d'autres femmes peintres à l'époque, à l'Académie Julian à Paris. D'abord élève de son père, elle est ensuite formée sous la direction de Jules Lefebvre et dans l'atelier de Jean-Jacques Henner. Les  deux hommes sont des amis de son père.
Elle meurt en juin 1936 à Auzéville.

## Expositions
- 1892 : Paris, Salon des artistes français : Fille de Roy (titre de l'inventaire), no 1067[4].
- 1894 : Paris, Salon des artistes français : Anne et Jehanne, no 1158[5].
- 1896 : Paris, Salon des artistes français : Jehanne Ire de Naples, no 1242, et L'Heure de l'attente, no 1243[6].

## Œuvres
- Bar-le-Duc, Musée barrois : Fille de Roy [titre de l'inventaire], 1892, huile sur toile, œuvre volée dans la nuit du 20 au 21 août 1985, localisation actuelle inconnue[4].
- Nancy, musée des Beaux-Arts : Anne et Jehanne, 1894, huile sur toile.
- Verdun, musée de la Princerie : L'Attente ou L'Heure de l'attente, entre 1890 et 1903, huile sur toile[7].

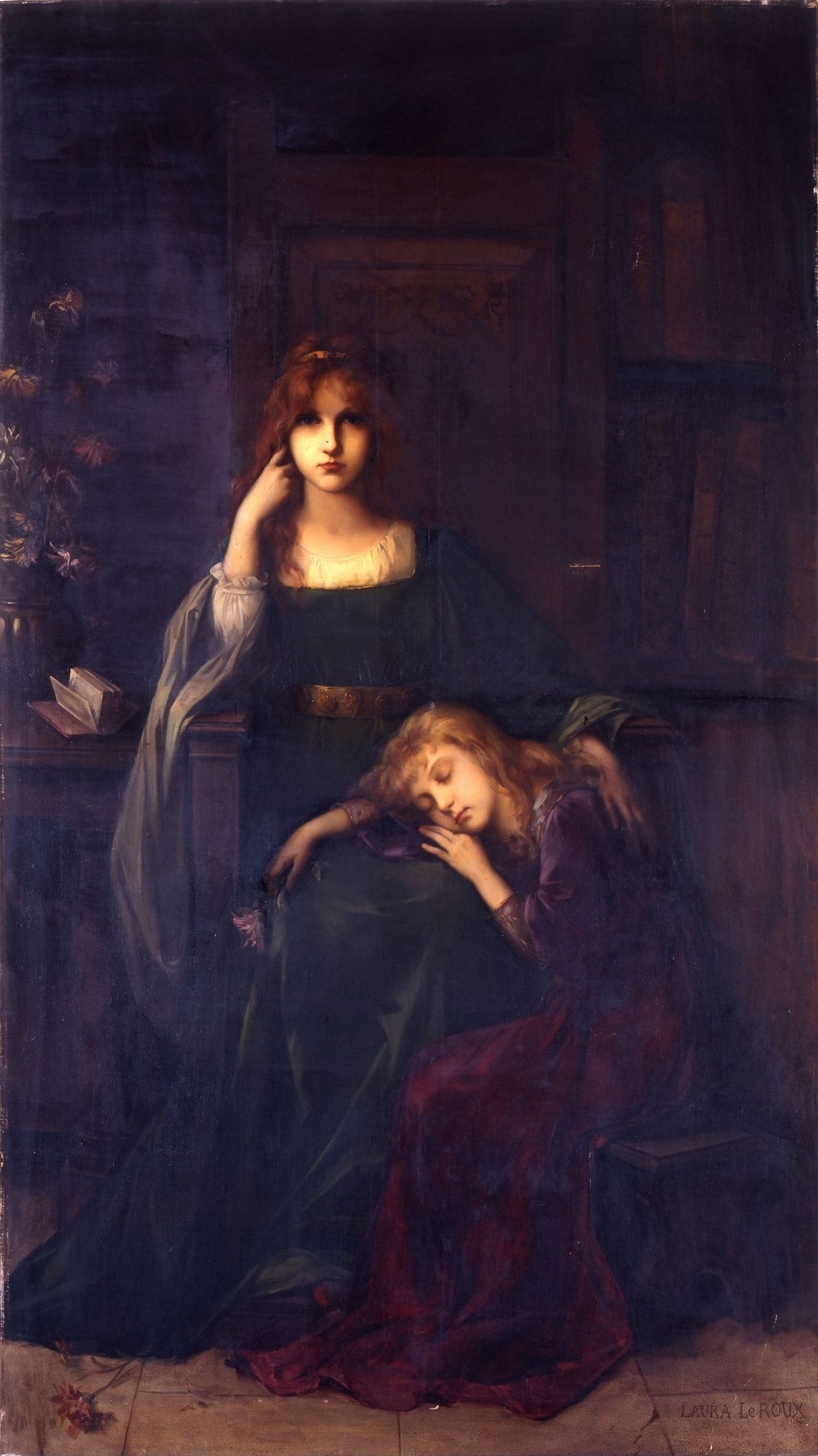
Anne et Jehanne (1894), musée des Beaux-Arts de Nancy.
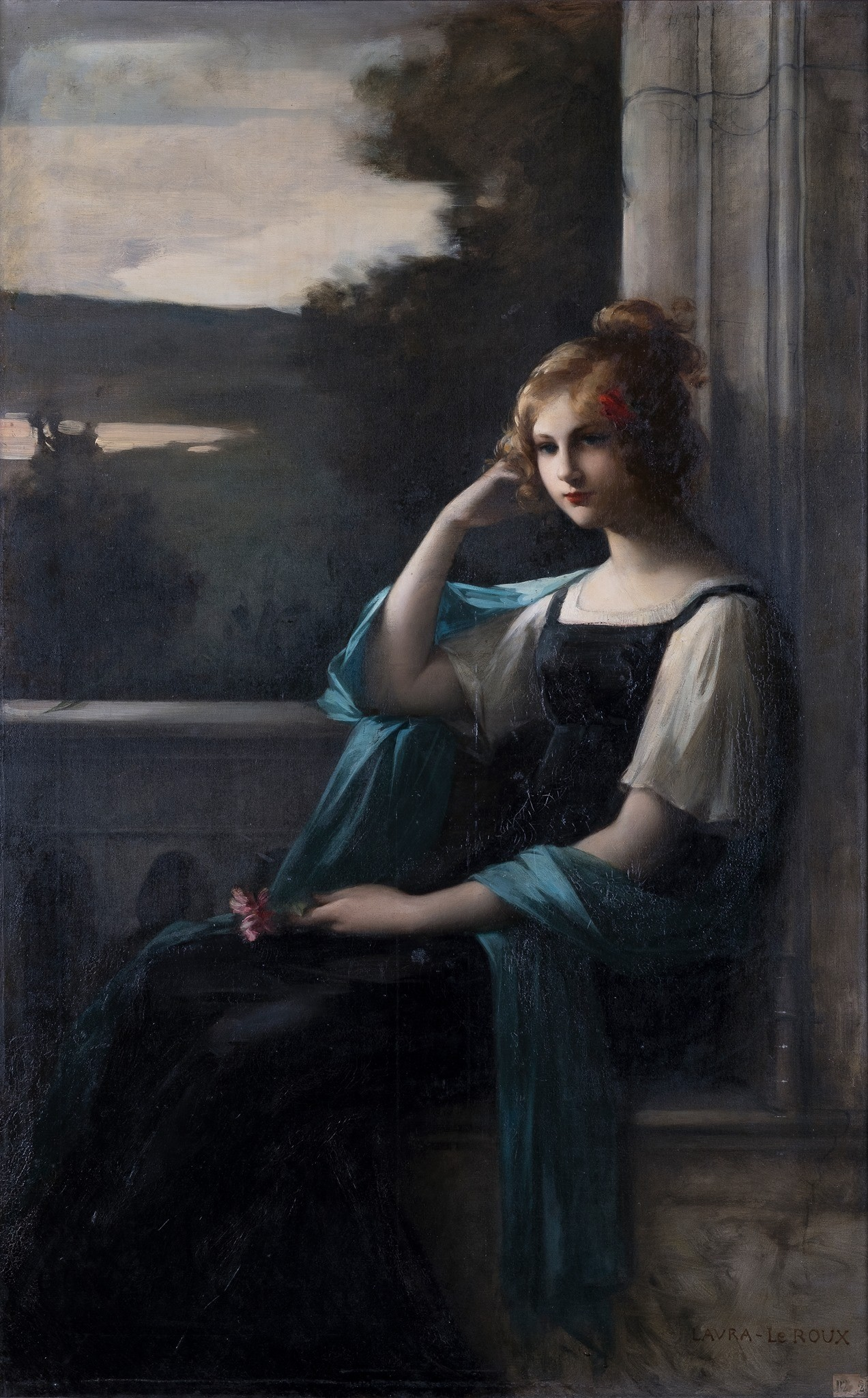
L'Attente, vers 1896, musée de la Princerie
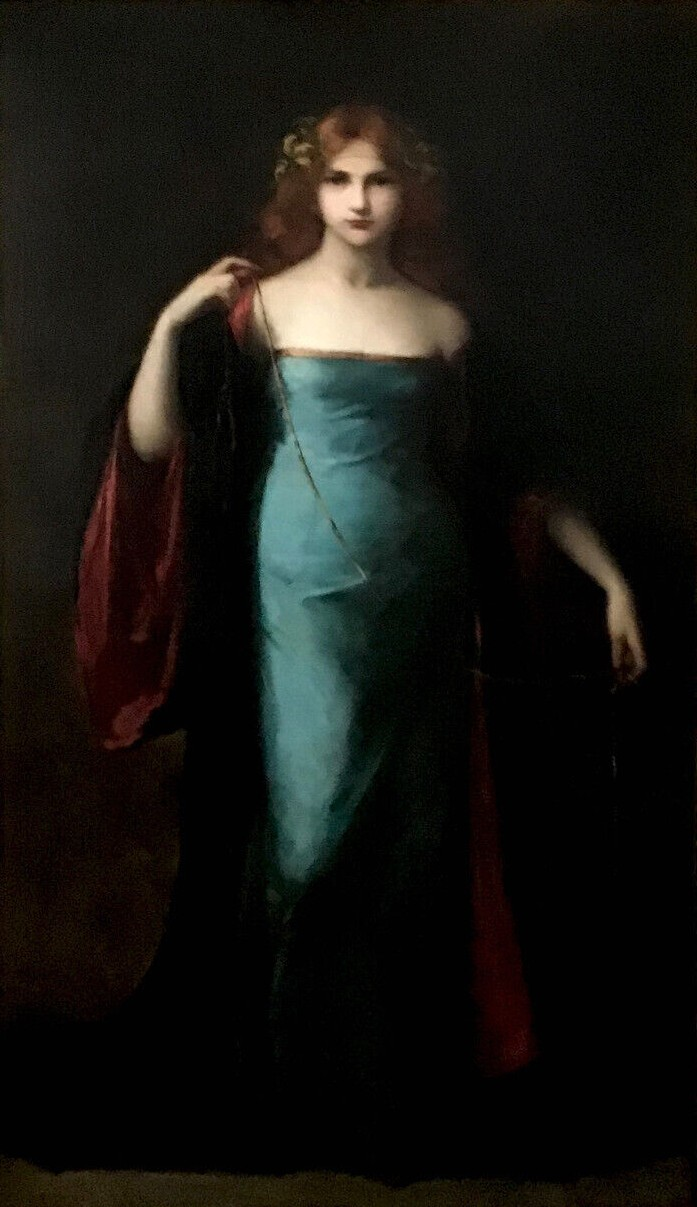
Jehanne Ire de Naples, vers 1896

## Iconographie
- Louis Hector Leroux, Portrait de Laura en vestale, Verdun, musée de la Princerie, inv. 81.1.261[8]
- Louis Hector Leroux, Portrait de femme [Laura Leroux], Verdun, musée de la Princerie, inv. 81.1.262[9]
- Jean-Jacques Henner, Portrait de Laura Leroux, vers 1898, Verdun, musée de la Princerie, inv. 81.1.79[10]
- Jean-Jacques Henner, Portrait de Mademoiselle Laura Leroux, 1898, musée des Beaux-Arts d'Angers (dépôt du musée d'Orsay), MBA 830 Dép[11].